# Nora Szczepańska
Nora Szczepańska, właśc. Eleonora Szczepańska, z d. Odlanicka-Poczobut (ur. 23 maja 1914 w Witebsku w ówczesnej Rosji, zm. 30 listopada 2004) – polska poetka, prozaik, autorka utworów dla młodzieży o tematyce indiańskiej.

## Życiorys
Ukończyła socjologię na Uniwersytecie Poznańskim oraz Wydział Grafiki w Państwowej Wyższej Szkole Sztuk Plastycznych w Łodzi. Okres międzywojenny spędziła na terenie Wielkopolski. Debiutowała jako poetka na łamach dziennika „Głos” w 1935 roku. Była członkiem grupy Klub Poetów „Prom”. Swój pierwszy tomik poezji z 1938 roku, zatytułowany Uwiedzione źródła, wydała pod nazwiskiem Odlanicka. W latach 1940–1945 przebywała na robotach przymusowych w III Rzeszy, najpierw we Wrocławiu, a od 1941 roku w Wiedniu. Po wojnie mieszkała w Łodzi. W 1977 roku otrzymała nagrodę Prezesa Rady Ministrów.
Jej mężem był od 1937 socjolog Jan Szczepański.
Pochowana na cmentarzu ewangelickim w Ustroniu (4/9/13).

## Twórczość (wybrane pozycje)
- 1957 Karibu i inne opowiadania
- 1958 Sprzysiężenie Czarnej Wydry
- 1958 Zemsta Karibu
- 1961 Dziki Anda
- 1963 Ucho wodza
- 1971 Odwaga
- 1975 Skaza (poezje)